# Tư Mã Thượng Chi
Tư Mã Thượng Chi (chữ Hán: 司馬尚之, ? - 402), tức Tiều Trung vương (譙忠王), tên tự là Bá Đạo (伯道), là đại thần, tông thất nhà Tấn trong lịch sử Trung Quốc.

## Thân thế
Tư Mã Thượng Chi thuộc dòng dõi tông thất nhà Tấn. Tổ tiên của ông là Tư Mã Tốn, họ hàng xa với Tấn Vũ Đế Tư Mã Viêm, vua đầu tiên của nhà Tấn. Tư Mã Tốn nhận tước hiệu Tiều vương từ ngay sau khi Tấn triều thành lập (265), khi mất được truy tặng thụy là Cương vương. Cương vương truyền ngôi cho Định vương Tư Mã Tùy, Tùy truyền ngôi cho con là Tư Mã Thúy thì tuyệt tự. Triều đình lại phong cho con thứ của Tư Mã Tốn là Tư Mã Thừa làm Tiều vương, thụy là Mẫn. Thừa sinh ra Liệt vương Tư Mã Vô Kị, Vô Kị sinh ra Kính vương Tư Mã Điềm, giữ tước vương 40 năm (351 - 390), Điềm sinh ra Tư Mã Thượng Chi.

## Vào triều làm quan
Đến tuổi trưởng thành, Tư Mã Thượng Chi được bổ làm Bí thư lang trong triều đình. Sau đó ông được thăng lên chức Tán kị thị lang. Năm 388 đời Tấn Hiếu Vũ Đế, Tư Mã Điềm được phong làm Thứ sử hai châu Thanh Duyện và chuyển đến Kinh Khẩu, Tư Mã Thượng Chi cũng được phong làm Chấn Uy tướng quân, Quảng Lăng tướng. Đến năm 390, Tư Mã Điềm mất, Thượng Chi lên kế tập tước vương, nhưng phải thôi chức quan để chịu tang cha.
Sau khi hết tang, Tư Mã Thượng Chi lại trở về triều đình giữ chức Phiêu kị tướng quân và làm Tham quân cho Cối Kê vương Tư Mã Đạo Tử người chấp chưởng triều chính. Sang đời Tấn An Đế, do Tư Mã Đạo Tử trọng dụng gian thần Vương Quốc Bảo nên năm 397, ngoại thích Vương Cung ở Kinh Khẩu khởi binh, muốn trừ Quốc Bảo. Trước sức mạnh của quân đội Vương Cung, Tư Mã Đạo Tử đành phải thuận ý, sai Tư Mã Thượng Chi tịch thu ấn quan của Quốc Bảo và ban chết cho Quốc Bảo để Cung lui quân. Lúc đó có Tán kị Thị lang Lưu Trấn Chi, Bành Thành nội sử Lưu Quyên và Từ châu biệt giá Từ Phóng Tịnh cũng bị bắt giam sắp đem ra xử tử. Thượng Chi khuyên Tư Mã Đạo Tử phóng thích đi. Đạo Tử nghe theo.

## Gây oán với Vương Cung
Vương Cung sau lần uy hiếp Kiến Khang, thế lực tăng lên rõ rệt khiến Tư Mã Đạo Tử rất lo lắng, do đó tin tưởng vào Tư Mã Thượng Chi và người em là Tư Mã Hưu Chi. Từ đó hai ông trở thành tâm phúc của Tử. Thượng Chi khuyên Đạo Tử nên tìm cách tăng cường quyền lực của Thừa tướng (tức chính Tư Mã Đạo Tử) bằng cách đưa thân tín đến trấn giữ các châu xa nhằm đề phòng họa phiên trấn. Đạo Tử bằng lòng, quyết định phái Tư mã Vương Du của mình làm Giang Châu thứ sử, cắt 4 quận thuộc Dự Châu của Dữu Giai giao cho Du, triệt bớt lãnh địa của Giai. Dữu Gia tức giận, sai con trai là Hồng đưa thư khuyên Cung cất quân tiêu diệt Tư Mã Thượng Chi.
Trước quyết định của Tư Mã Đạo Tử đã làm Dữu Giai bất bình và căm hận Tư Mã Thượng Chi, bèn sai con trai là Hồng đưa thư khuyên Vương Cung cất quân tiêu diệt Tư Mã Thượng Chi. Vương Cung bằng lòng.

## Chống Vương Cung
Năm 398, Vương Cung liên kết cùng Dữu Giai, Kinh châu thứ sử Ân Trọng Kham, Quảng châu thứ sử Hoàn Huyền và tướng Nam quận Dương Thuyên Kì, mượn danh nghĩa thảo phạt anh em Tư Mã Thượng Chi, tiến binh Kiến Khang. Tháng 9 năm đó Tư Mã Đạo Tử sai cho con là Tư Mã Nguyên Hiển làm Chinh thảo đô đốc, cùng Tạ Diễm đưa quân chống trả. Tư Mã Thượng Chi được tham gia trong trận chiến và được cử đi giao tranh với Dữu Giai.
Tư Mã Thượng Chi ra quân, tiến đến Đương Lợi và giao tranh với con trai Dữu Giai là Dữu Hồng. Hồng thua trận bỏ chạy, Tư Mã Thượng Chi giết được tướng của Dữu Giai là Đoàn Phương, buộc Giai bỏ trốn theo Hoàn Huyền. Sau trận đánh này, Tư Mã Thượng Chi được phong lên chức Kiến Uy tướng quân, Thứ sử Dự châu thay thế cho Dữu Giai. Nhưng cũng lúc đó, Hoàn Huyền và Dương Thuyền Kì suất quân tiến đến Bạch Thạch, đánh bại quân của Tấn triều. Tư Mã Thượng Chi nghe tin bèn rút quân.
Về sau Vương Cung bị thủ hạ Lưu Lao Chi phản bội và bị bắt giết, Hoàn Huyền, Ân Trọng Kham và Dương Thuyên Kì đành phải lui quân, Kiến Khang được giải nguy. Tư Mã Thượng Chi lại được thăng lên làm Tiền tướng quân, các em ông là Tư Mã Doãn Chi làm Ngô quốc nội sử, Khôi Chi là Phiêu kị tư mã, Đơn Dương doãn, Hưu Chi làm thái thú Tương Thành, nắm các chức vụ quan trọng và nhiều quân mã, thế lực khuynh cả triều chính. Về sau con trai của Tư Mã Đạo Tử là Tư Mã Nguyên Hiển lên thay, nằm quyền triều chính, vẫn tiếp tục cất nhắc anh em của Tư Mã Thượng Chi.

## Khuyên Nguyên Hiển, cứu kinh sư
Năm 399, Tư Mã Nguyên Hiển đoạt lấy binh quyền của cha, trở thành nhiều nắm giữ triều đình. Do tin mưu kế của Trương Pháp Thuận, Tư Mã Nguyên Hiển lập kế hoạch đánh dẹp các thế lực địa phương cát cứ. Thượng Chi không vừa lòng, một lần cùng Nguyên Hiển dự yến tiếc đã lên tiếng chỉ trích Trương Pháp Thuận là tiểu nhân. Tư Mã Nguyên Hiển giận lắm, lại ra lệnh phân Dự châu ra làm hai nghìn người đến Dương châu phòng thủ, từ đó quân của Tư Mã Thượng Chi chỉ còn khoảng 1000, không đủ sức chiến. Ông đem việc ấy nói với Nguyên Hiển, làm Nguyên Hiển càng tức giận hơn. Từ đó Nguyên Hiển nảy ra ý chinh phạt Hoàn Huyền ở Kinh châu.
　 
Năm 401, thủ lĩnh nổi loạn Tôn Ân đưa quân từ đảo Chu Sơn, chinh phạt các tỉnh Giang Đông rồi tiến về Kiến Khang. Tấn triều hoảng sợ, ra lệnh giới nghiêm và triệu Tư Mã Thượng Chi về kinh. Thượng Chi dẫn binh, đóng ở Nỗ Đường. Cùng lúc đó Tôn Ân bị tướng Lưu Dụ (tức Vũ Đế nhà Lưu Tống về sau) đánh bại, nhưng lại tập hợp lại lực lượng, mưu đồ tập kích Kiến Khang, nhưng nghe tin Thượng Chi đến, đành phải rút quân. Kiến Khang được giải nguy, sau cùng phải bỏ về hải đảo.

## Thất bại, bị giết
Tháng 1 ÂL năm 402, Tư Mã Nguyên Hiển chính thức dẫn quân thảo phạt Hoàn Huyền (con trai danh tướng Hoàn Ôn) ở Kinh châu, lấy Lưu Lao Chi làm Tiên phong đô đốc, và Tư Mã Thượng Chi làm tiền phong, con ông là Tư Mã Văn Trọng làm Ninh Viễn tướng quân, Tuyên Thành nội sử, lệnh đưa quân theo đường sông tiến vào Kinh châu. Hoàn Huyền biết tin, truyền hịch kể tội trạng của Tư Mã Nguyên Hiển rồi tiến về Cô Thục, giao chiến với quân đội của Tư Mã Thượng Chi. Ông ta phái Phùng Cai tiến công Lịch Dương, giao chiến với thủy quân của Thượng Chi. Thuyền chiến của Thượng Chi bị thủy thủ của Hoàn Huyền đục hỏng. Ông bèn dẫn 9000 quân bộ tiến đến bố trận ở Phó Thượng và phái Thái úy Vũ Đô Dương Thu lập đồn bên bờ sông, tuy nhiên Dương Thu lại đầu hàng Hoàn Huyền. Quân đội của ông cũng hoang mang dao động, bị đánh tan tách. Tư Mã Thượng Chi bỏ chạy một mình đến Đồ Trung và ở đó hơn 10 ngày. Mười mất ngày sau, có người ở Tiếu quốc là Hàn Liên và Đinh Nguyên tố giác hành tung của ông với Hoàn Huyền, Hoàn Huyền bèn phái quân đến bắt Tư Mã Thượng Chi.
Hoàn Huyền nhanh chóng tiến binh vào Kiến Khang, đánh tan quân Tấn và làm chủ kinh đô. Ông ta ra lệnh xử tử Tư Mã Thượng Chi và các trọng thần Tư Mã Nguyên Hiển, Dữu Giai, Trương Pháp Thuận, Mao Thái... Sau Huyền lấy cớ Tề Mẫn vương thời Chiến Quốc tuy vô đạo nhưng không tuyệt tự, bèn lập em Thượng Chi là Khang Chi lên thay chức Tiều vương.
　 
Năm 404, Hoàn Huyền thua trận bị giết, An Đế trở lại làm vua, ra lệnh truy tặng Thượng Chi làm Vệ tướng quân, thụy là Trung vương và lập Tư Mã Văn Tư, con của Tư Mã Hưu Chu em trai Thượng Chi làm Tiều vương. Về sau Hưu Chi và Văn Tư bị Lưu Dụ đánh bại, bỏ sang nhà Bắc Ngụy.